# Sericoptera chiffa
Sericoptera chiffa är en fjärilsart som beskrevs av Thierry-mieg 1905. Sericoptera chiffa ingår i släktet Sericoptera och familjen mätare. Inga underarter finns listade i Catalogue of Life.